# 마르켈루스 극장
마르켈루스 극장(라틴어: Theatrum Marcelli, 이탈리아어: Teatro di Marcello, 영어: Theatre of Marcellus)은 고대 로마 공화정 말기에 지어진 야외 극장이다. 이 극장은 오늘날 이탈리아 로마의 산탄젤로 지구에 위치해 있으며, 16세기에 팔라초(궁전)로 개조되었다.

## 건설과 로마 시대의 사용
마르켈루스 극장이 들어설 부지는 율리우스 카이사르가 정비했으나, 그는 공사가 시작되기도 전에 암살당했다. 극장은 기원전 17년까지 상당히 진척되어 있었으며, 이 해 열린 루디 사이쿨라레스(ludi saeculares, 백년제) 축제의 일부가 이 극장에서 진행되었다. 이후 극장은 기원전 13년에 완공되었고, 기원전 12년에 아우구스투스에 의해 공식적으로 개장되었다. 이름은 아우구스투스의 조카이자 기원전 23년에 요절한 마르쿠스 클라우디우스 마르켈루스를 기리기 위해 붙여졌다.

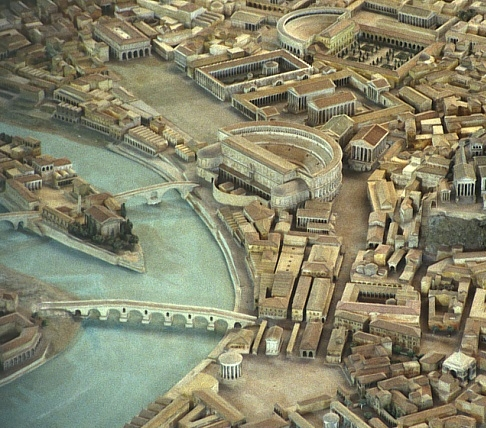
로마 문명 박물관에 전시된 기스몬디의 고대 로마 축소 모형에서는 마르켈루스 극장이 키르쿠스 플라미니우스와 로마의 채소 시장이던 포룸 홀리토리움 사이에 위치한 모습을 볼 수 있다. 극장과 테베레섬을 연결하는 다리는 파브리키우스 다리다.

이 극장은 지름이 약 111미터에 달하며, 고대 로마에서 가장 크고 중요한 극장이었다. 원래는 약 11,000명에서 20,000명까지 수용할 수 있었던 것으로 추정되며, 4세기 말에 작성된 기록에는 좌석 수가 17,580석으로 되어 있다. 이는 이후 로마 세계 전역에서 널리 퍼지게 되는 도시 건축 형식의 인상적인 선례였다. 건축에는 주로 응회암과 콘크리트가 사용되었고, 표면은 오푸스 레티쿨라툼이라 불리는 망사무늬 석재 방식으로 마감되었으며, 전체 외관은 흰 트래버틴 석재로 덮였다. 또한 이 극장은 로마에서 불에 구운 로마 벽돌이 사용된 가장 이른 시기의 사례로, 이는 당시 그리스 세계에서 도입된 새로운 기술이었다.
극장 내부로 이어지는 아치, 복도, 통로, 경사로 등의 네트워크는 일반적으로 그리스 건축 양식의 반기둥 장식으로 꾸며졌으며, 하층에는 도리스 양식, 중층에는 이오니아 양식이 사용되었다. 상층에는 코린토스식 기둥이 있었던 것으로 추정되나, 중세 시대의 재건 과정에서 상단 좌석층과 기둥이 사라져 확실하진 않다.
지형이 적절한 다른 로마 극장들과 마찬가지로, 이 극장에도 외부 경치를 볼 수 있는 개구부가 있었는데, 이 경우 남서쪽으로 테베레섬이 보였다. 또한 무대 건축물인 스케나(scaena)는 로마 극장들에서 흔히 그랬듯이 카베아 꼭대기 높이까지 올라갔다.

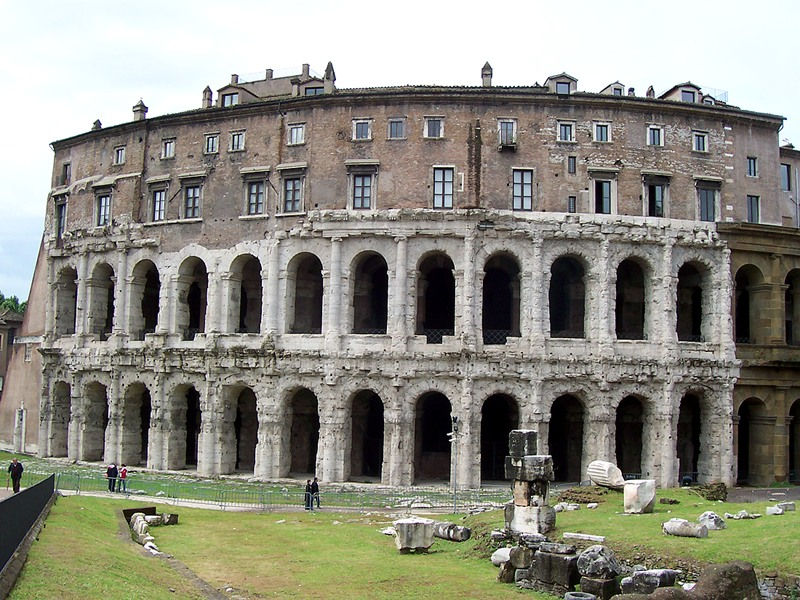
마르켈루스 극장의 끝 부분, 이후 재건축 된 부분이 보인다.

## 이후의 용도
이 극장은 4세기 초에 본래의 기능을 잃었고, 그 구조물은 채석장처럼 활용되었다. 예를 들어, 370년에 재건된 케스티우스 다리의 자재로 사용되기도 했다. 그러나 421년에는 페트로니우스 막시무스가 극장 내부에 있던 조각상들을 복원했고, 극장의 잔존 구조물 안에는 여전히 소규모 주거 건물들이 들어서 있었다. 중세 초기에 이 극장은 파포(Faffo) 혹은 파비(Fabi) 가문(‘페스케리아 출신’이라 불림)의 요새로 사용되었고, 11세기 말에는 템플룸 마르첼리(templum Marcelli)로 알려지며 피에르 레오니(Pier Leoni)와 그의 후손인 피에를레오니(Pierleoni) 가문이 차지하였다. 이 덕분에 극장 구조물은 더 이상의 훼손을 피할 수 있었다. 이후 13세기에는 사벨리 가문(Savelli)이 이를 소유하게 되었고, 16세기에는 오르시니 가문의 거주지로 사용되었다. 이때 발다사레 페루치가 설계한 저택이 고대 극장 유적 위에 세워졌다. 19세기에 이르러 도로의 지면이 상승하면서, 극장의 1층 절반가량이 지하로 묻히는 일이 발생했다.
현재는 상층부가 복수의 개인 클럽 공간으로 나뉘어 사용되고 있으며, 극장 주변은 여름철 소규모 콘서트 장소로 활용된다. 포르티쿠스 옥타비아는 극장 북서쪽에 위치해 있으며, 이를 지나면 로마 유대인 지구로 이어지고, 남서쪽으로는 테베레강이 흐른다. 또한, 이 극장 상부에 세워진 카사 리타–팔라초 오르시니(Casa Litta – Palazzo Orsini) 안에는 몰타 기사단의 교황청 대사관(Embassy of the Sovereign Military Order of Malta to the Holy See)이 자리하고 있다.

## 영향
크리스토퍼 렌의 아들에 따르면, 렌은 셸도니언 극장을 설계할 때 “마르켈루스 극장에서 느낄 수 있는 고대 로마의 장엄함”을 지향했다고 한다. 다만, 그 설계는 “마르켈루스 극장의 반원형 구조에서 직접적으로 파생된 것이라 보기 어렵고”, 실제로 이를 모델로 삼았다는 명확한 증거도 없다.

## 갤러리

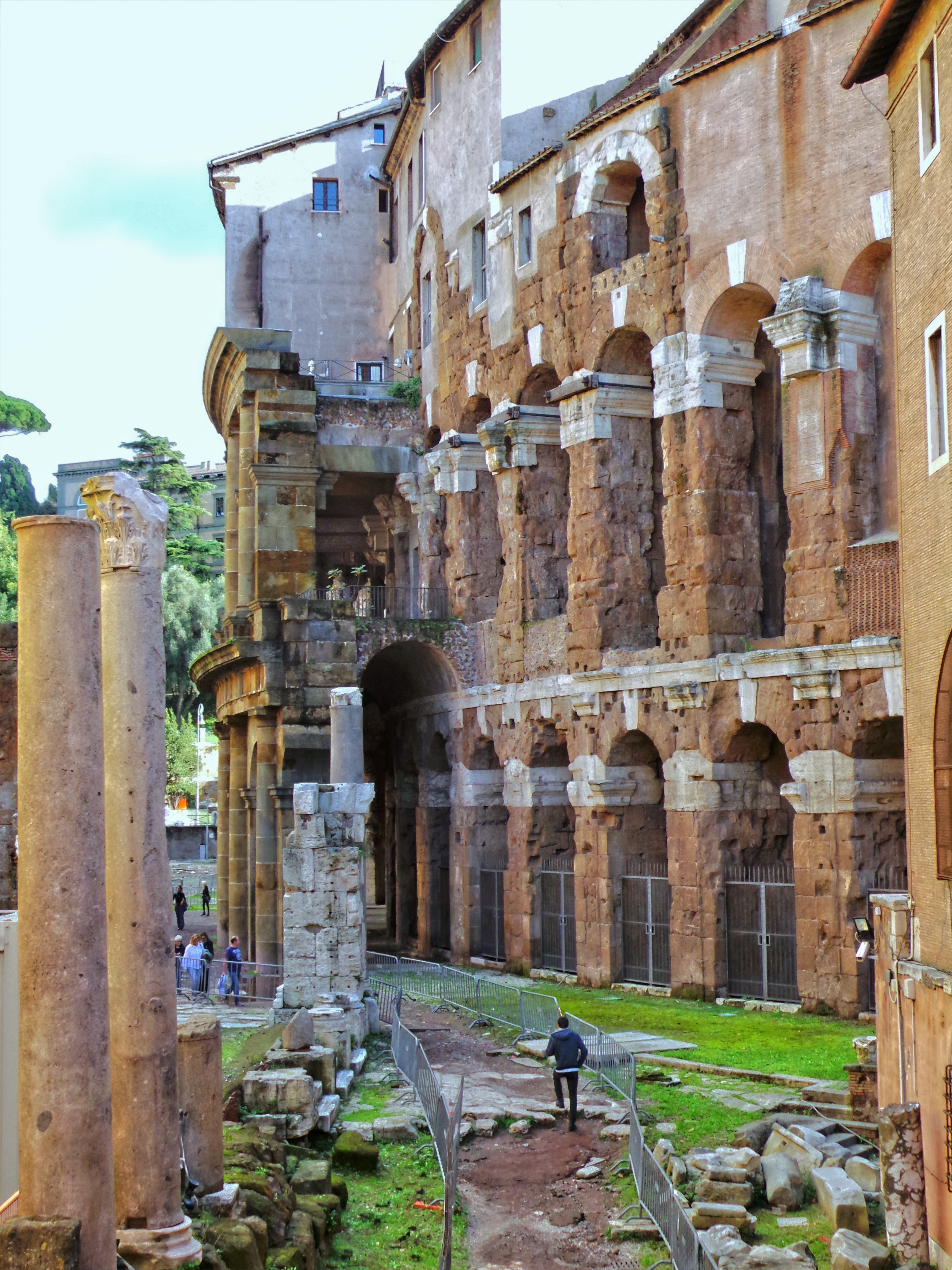
노출된 아케이드 벽
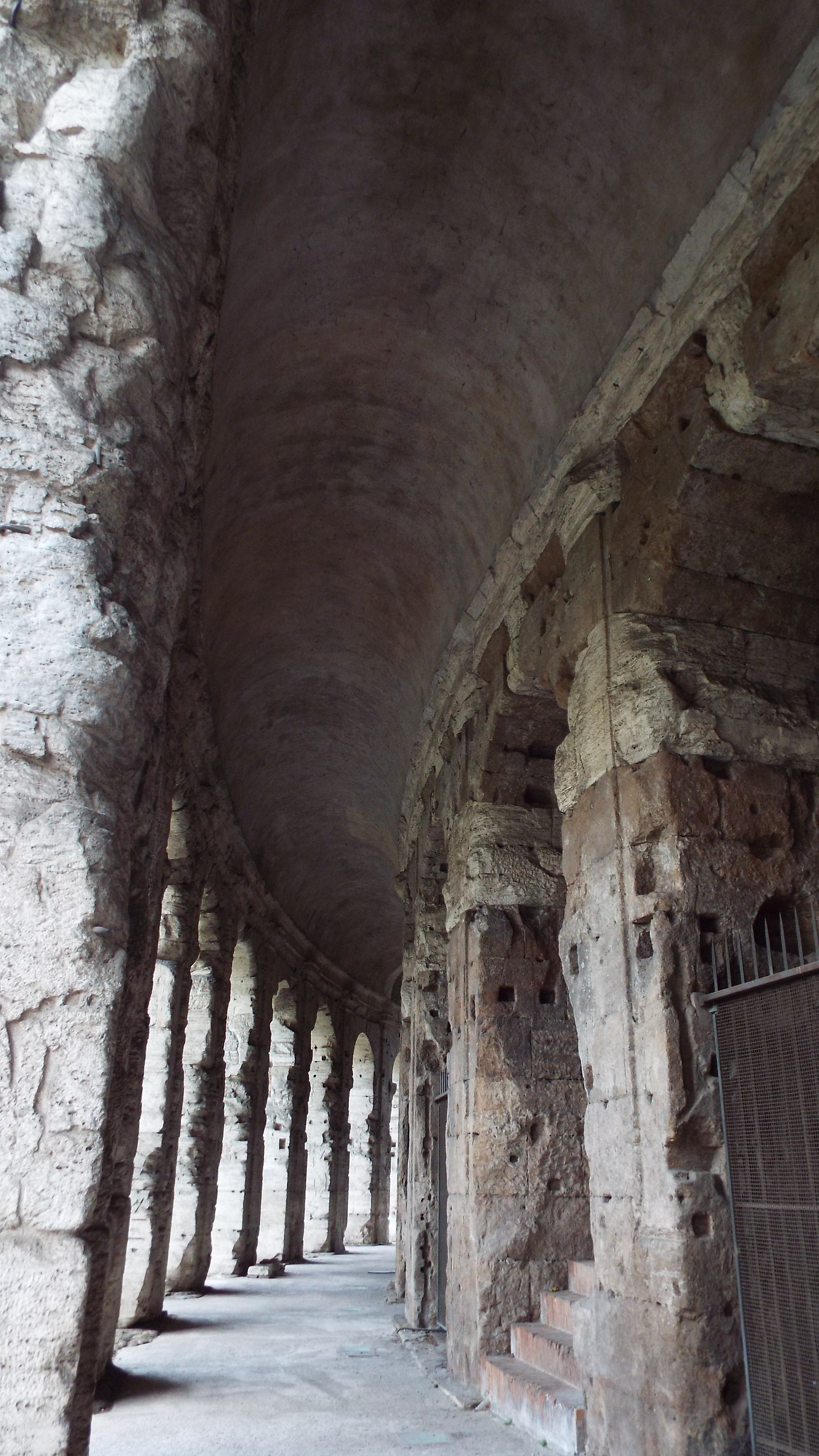
아케이드를 따라 이어진 통로
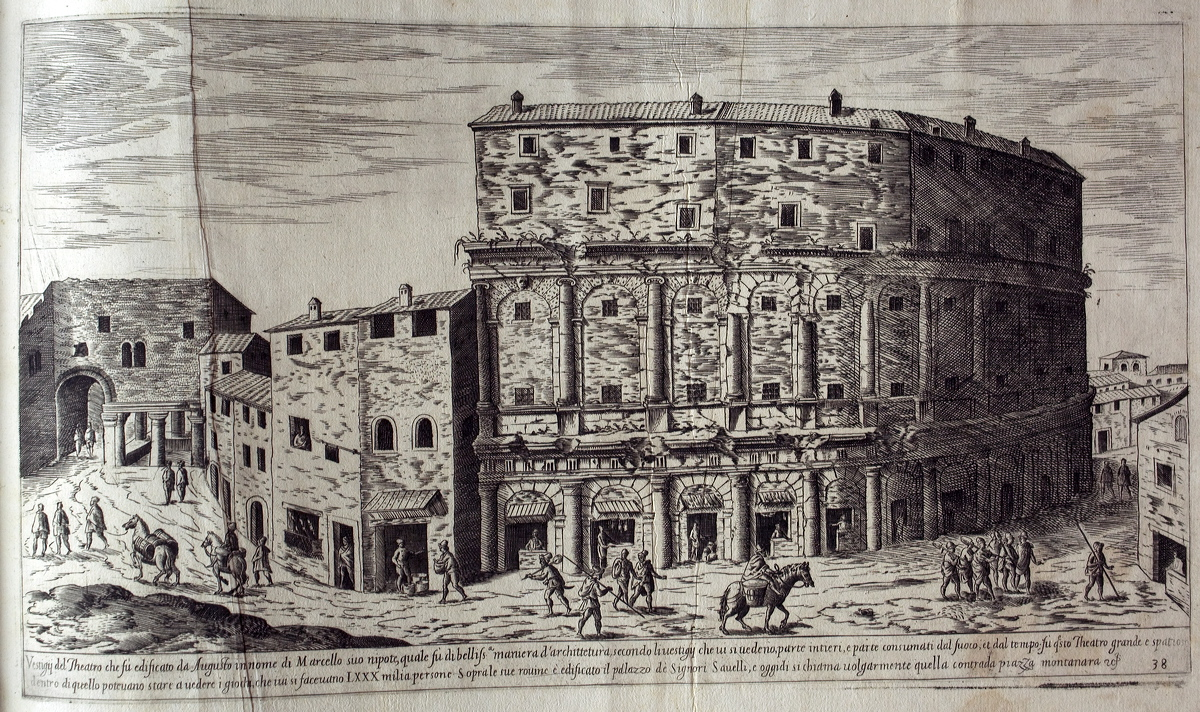
1575년 판화로 그려진 마르켈루스 극장
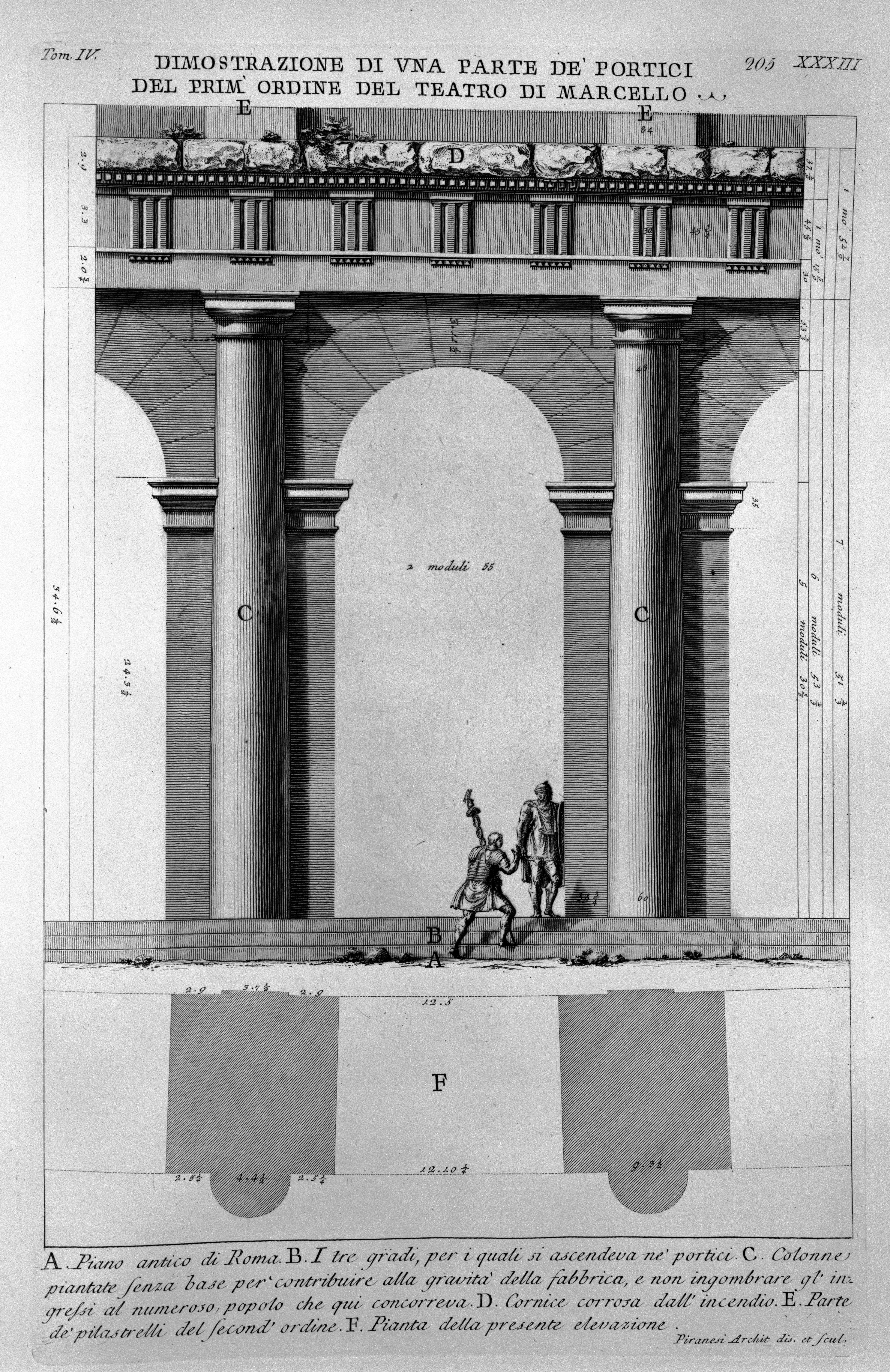
조반니 바티스타 피라네시의 도리아식 아케이드 에칭화